# Apis mellifera mellifera
Albina neagră europeană (Apis mellifera mellifera), denumită și albina neagră este o subspecie a albinei melifere europene, Apis mellifera.

## Origini și înrudire
După sfârșitul ultimei glaciațiuni, cu circa 10.000 de ani în urmă, numai albina neagră a reușit să plece din sudul Franței spre ținuturile din nordul Europei. Astfel a devenit singura albină care trăiește la nord de munții Alpi. În prezent, ea este răspândită din Pirinei, la vest, până în Urali, la est, și din sudul Franței, la sud, până la granița Germaniei cu Norvegia, la nord. Prin urmare, albina neagră trăiește în Franța, Belgia, Olanda, Luxemburg, Marea Britanie, Irlanda, Norvegia, Suedia, Danemarca, Germania, Polonia, Republica Cehă, nodul Elveției, nor-vestul Austriei, Belarus, nordul Ucrainei, Letonia, Lituania, Estonia și Rusia, fiind singura specie de albine indigenă pe aceste meleaguri.

## Caracterul
Datorită ariei largi de întindere, nu este de mirare că Apis mellifera mellifera prezintă variații locale. Cu toate acestea, caracteristicile tipice ale acestei albine sunt:
- rezistență deosebită la gerurile iernii;
- tendință redusă la roit;
- tendință sporită de apărare împotiva intrușilor (ex. viespi);
- volum mare de polen colectat;
- speranță mare de viață a albinelor, inclusiv a reginei;
- capacitate a de a zbura pe distanțe mari.

De felul ei, Apis mellifera mellifera este foarte vioaie, dar are și un cracter pașnic, care permite accesul la stup fără mască de protecție. Evident, dacă se evită mișcările bruște, nu se bruscheză ramele cu faguri și nu se suflă spre ele. Dacă se respectă aceste reguli, lucrul cu această albină este chiar plăcut.

## Situația prezentă
Deși Apis mellifera mellifera este singura albină indigenă din Europa Centrală, în ultimii 150 de ani aceasta aproape că a fost exterminată, datorită importurilor de alte specii alogene.